# Acacia sericoflora
Acacia sericoflora é uma espécie de leguminosa do gênero Acacia, pertencente à família Fabaceae.